# Operación Triunfo (Mèxic)
Operación Triunfo va ser un concurs musical, franquícia espanyola de l'original Operación Triunfo, que es va transmetre per televisió l'any 2002 a través Televisa, amb un 31% de quota de pantalla. El concurs fou guanyat per Darina Márquez Uribe.